# Leicester Square, la nuit
 (novembre 2018).
Si vous disposez d'ouvrages ou d'articles de référence ou si vous connaissez des sites web de qualité traitant du thème abordé ici, merci de compléter l'article en donnant les références utiles à sa vérifiabilité et en les liant à la section « Notes et références ».
Ne doit pas être confondu avec Leicester Square.
Leicester Square, la nuit est un tableau impressionniste, une peinture à l'huile sur toile de 80 × 64,2 cm réalisée par Claude Monet en 1900-1901. 

## Expositions
Le tableau est exposé habituellement au musée Granet.
Il est exposé au Centre Pompidou-Metz dans le cadre de l'exposition Peindre la nuit de septembre 2018 à janvier 2019.